# ゲフィルテ・フィッシュ

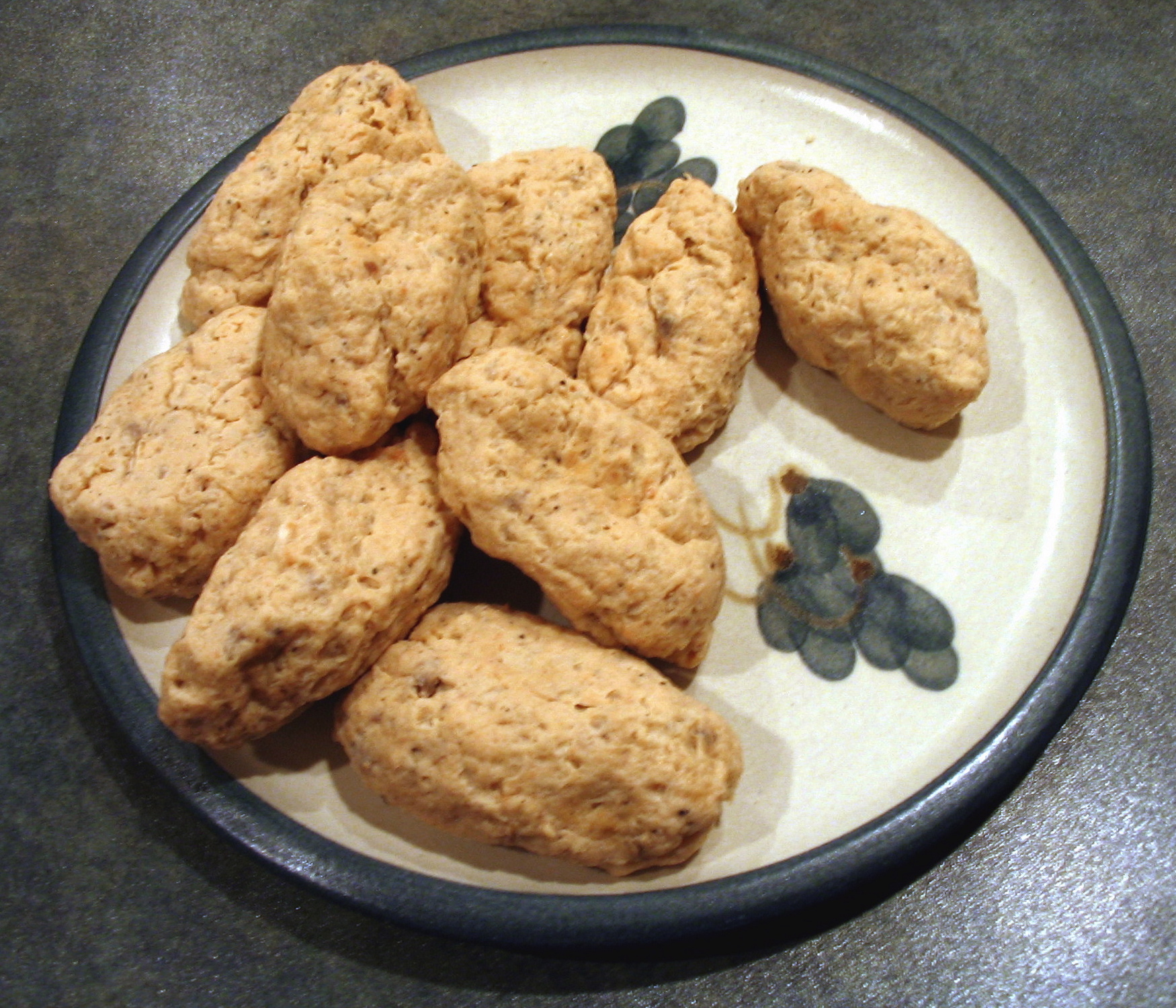
ゲフィルテフィッシュの一つの形

ゲフィルテ・フィッシュ（英: Gefilte fish, Гефилте(гефилтэ, гефильте) фиш, イディッシュ語 געפילטע פיש）というのは、ユダヤ教徒の伝統的な魚料理のひとつで、「詰め物をした魚」の意だが、魚肉のミートボールやつみれのような形に調理されることが多い。東欧系ユダヤ人には馴染みの深い料理であり、安息日の魚料理の定番でもある。
魚肉をすり身にし、調味料を加えて練ってから団子状に成形してタマネギやニンジンと共に茹でる。この時、すり身を完全な魚の元の形の中に詰めることがあるので、イディッシュ語で"gefilte"（ゲフィルテ - 詰め物をした）という名で呼ばれている。とっておいた魚の皮ですり身を包むこともある。フレイン（英語：chrain、イディッシュ語：כרײן）というホースラディッシュと甘酢のソースやテーブルビートを添えて供する。
安息日との関係は、安息日には労働をしてはならないというユダヤ教の習慣に由来する。この「労働」には魚の骨を取ったり、火を扱う行為が含まれるため、安息日に食べる魚料理には骨があってはならず、安息日が始まる前（金曜日の日没前）までに調理を済ませなくてはならない。このため、ゲフィルテ・フィッシュは普通冷たいまま、もしくは室温で食べる料理である。
ゲフィルテ・フィッシュは、ドイツ系やオーストリア・ハンガリー系ユダヤ人の間ではやや甘口だったり、ポーランド系・ウクライナ系・ロシア系のユダヤ人の間では塩や胡椒味で食べることがある。伝統的には、鯉やカワカマス、シロマス（whitefish）のような値段の安い魚がよくゲフィルテ・フィッシュにされる。しかし、最近はタラなど他の白身魚を使ったり、鮭やマスのようなピンク色の身の魚も使ったりと、バリエーションがでてきている。
詰め物をすることをロシア語ではファルシローヴァチ фаршировать という。外部リンクの日本語ページには、カワカマスの詰め物（Щука фаршированная）がある。